# Browning (Montana)
Browning település az Amerikai Egyesült Államok Montana államában, Glacier megyében. Lakosainak száma 1018 fő (2020. április 1.).

## Közlekedés
A települést érinti az Amtrak egyik távolsági vasúti járata is, az Empire Builder.

## Népesség
A település népességének változása:

| 2010 | 1 016 |
| 2020 | 1 018 |